# Bogdana (Teleorman)
Bogdana es una comuna ubicada en el distrito de Teleorman, Rumania.

## Superficie
Posee una superficie de 68,88 kilómetros cuadrados.

## Demografía
Hasta 2021 la población era de 1948 habitantes, con una densidad de población de 28,28 habitantes por kilómetro cuadrado.